# Silistra
Silistra (en búlgar Силистра), antigament Doròstolon (grec: Δορόστολον) és una ciutat portuària del nord-est de Bulgària, a la riba sud del Danubi que estableix la frontera natural amb Romania. Silistra és el centre administratiu de la província de Silistra i una de les ciutats més important de la regió històrica de la Dobrudja Meridional.
Silistra és un important nucli cultural, industrial, de transport i educatiu del nord-est de Bulgària. Hi ha molts edificis d'interès històric i cultural com la tomba romana, les restes de la fortalesa medieval, un fort otomà i una galeria d'art.